# Leblon Delienne
L'atelier de sculpture Leblon Delienne créé en 1985, est un fabricant et un éditeur français de figurines et sculptures en résine. Il fabrique également des pièces de décoration et du mobilier au design inspiré des univers de la pop culture et de l'art ludique.

## Histoire
En 2003, à l’occasion du vingtième anniversaire de l’entreprise, Marie Leblon sculpte la table B-A-Ba. Fin 2006, elle est choisie pour sculpter le trophée du festival de la bande dessinée d’Angoulême, « Le Fauve ».
En 2007, les fondateurs Éric Delienne et Marie Leblon vendent en partie leur société. En 2011, l’entreprise qui employait 45 personnes à son apogée est en difficulté après son rachat.
En 2011, l’entreprise, qui avait toutefois conservé les licences Disney, Playmobil, Barbapapa, Bécassine, Blake et Mortimer, Caliméro, les Schtroumpfs, Astérix, Spirou, ou encore Michel Vaillant déposait une première fois son bilan avant d’être placée en redressement judiciaire,.
En 2015, par décision du tribunal de commerce, la holding Héritage Collection a repris tous les actifs de l’ancienne société.
En 2018, la société Leblon-Delienne, à Neufchâtel-en-Bray est reprise par trois nouveaux propriétaires : Juliette de Blegiers, Jean-Pierre Lutgen et Olivier Etienne. En parallèle de la fabrication des personnages de bandes dessinées, l'entreprise développe des collaborations avec des designers et des artistes contemporains.
Leblon-Delienne se diversifie aussi avec le mobilier et les objets d’art et de design. Constance Guisset, par exemple, s’est inspirée des super-héros avec leur cape pour des patères et porte-manteaux de chambre d’enfant. Mickey est même assis sur… un plateau à fromage, une création en collaboration avec le designer international Marcel Wanders.
En 2022, 4 ans après la reprise de l’atelier de sculpture, Juliette de Blegiers est lauréate du Palmarès les 40 Femmes Forbes de l’année. Un prix qui met en lumière son aventure entrepreneuriale et le succès de la relance de la marque.

## Produits
Depuis, outre les statuettes en résine, l'entreprise produit et commercialise des objets de décoration (appartenant aux univers Barbapapa, Monsieur et Madame, Smiley, Dragon Ball Z, Le Petit Nicolas, Playmobil, Le Petit Prince, etc.), ainsi que des pièces de mobiliers aux lignes rondes et énergiques avec un style caractéristique, clin d’œil aux dessins de Bande Dessinée.

## Licences
- Disney
- Peanuts
- Les Schtroumpfs
- Warner Bros.
- Playmobil
- Pokémon
- Hello Kitty

## Artistes & Designers
- Zaha Hadid
- Constance Guisset
- Arik Levy
- Marcel Wanders
- Jean-Charles de Castelbajac
- Thoma Vuille
- Miguel Chevalier